# Шоуний (окръг, Канзас)
Окръг Шоуний (на английски: Shawnee County) е окръг в щата Канзас, Съединени американски щати.
Площта му е 1440 km², а населението - 20 177 души. Административен център е град Топика, който е и столицата на щата Канзас.